# DANGEROUS くノ一
『DANGEROUS くノ一』は、アカシックのミニアルバム。2015年6月3日にunBORDEから発売された。

## 収録曲
1. CGギャル
2. サイノロジック
3. 香港ママ
4. 溺愛
5. ベイビーミソカツ
6. 真夜中のクローンラベル
7. 女
8. オールドミス
9. さめざめ